# MorphGear
MorphGear (antes PocketGB) es un sistema de juego modular de código abierto de Spicy pixel, Inc. para dispositivos basados en Windows CE como Pocket PC's. A MorphGear se le pueden añadir juegos nativos o emuladores. Estos plugins son conocidos como MorphModules.

## Historia
El proyecto MorphGear fue concebido por Aaron Oneal, quien ha portado los cuatro emuladores iNES, Virtual GameBoy, GameBoy Virtual Advance, y MasterGear escritos por Marat Fayzullin para la plataforma PocketPC. El producto resultante se convirtió en MorphGear. Más tarde, Aaron Oneal lo convirtió en un marco común donde los otros emuladores se pueden añadir como "MorphModules".

## Módulos
Los módulos actuales son capaces de emular Game Boy, SNES, NES, Game Gear, Sega Genesis, Master System, TurboGrafx-16. MorphGear como tal es gratuito para uso privado.

## Módulos comerciales
- Virtual GameBoy
- Virtual GameBoy Advance
- iNES
- MasterGear

## Módulos no comerciales
- SNES9x
- HuGo
- Generator